# 廣江美之助
廣江美之助（ひろえ みのすけ、1914年6月7日 - 2000年1月12日）は日本の植物学者である。専門はセリ科植物の分類学的研究である。

## 略歴
岐阜県出身、東京大学植物学科を経て、カリフォルニア大学に留学した。京都大学教授を長く務めた。昭和30年頃から警察の植物鑑定に協力し、『捜査植物学』全4巻を出版し、京都府警永年捜査貢献賞を受賞した。

## 著書
- 『日本産セリ科植物の分類地理学的研究』
- 『世界産セリ科植物の分類学的研究』
- 『現代雑草考』（青菁社）
- 『捜査植物学』（有明書房）
- 『鞍馬山の植物』（鞍馬寺出版）、他